# Androsace akbajtalensis
Androsace akbajtalensis är en viveväxtart som beskrevs av Derganc och Olga Alexandrovna Fedtschenko. Androsace akbajtalensis ingår i släktet grusvivor, och familjen viveväxter. Inga underarter finns listade i Catalogue of Life.